# Saint-Samson-de-Bonfossé
Saint-Samson-de-Bonfossé è un comune francese di 943 abitanti situato nel dipartimento della Manica nella regione della Normandia.

## Società

### Evoluzione demografica
Abitanti censiti